# Quintus Servaeus Innocens
(Caius Sertorius Brocchus) Quintus Servaeus Innocens est un sénateur romain, consul suffect en 101 sous Trajan et proconsul d'Asie en 117-118 à l'avènement d'Hadrien.

## Biographie
On ne sait rien de sa carrière jusqu'au consulat.
Il est un des consuls suffects de l'an 101, au début du règne de Trajan.
En 117-118, il devient proconsul d'Asie.